# Месје 37
Месје 37 (М37) је расејано звездано јато у сазвежђу Кочијаш које се налази у Месјеовом каталогу објеката дубоког неба.
Деклинација објекта је + 32° 33' 11" а ректасцензија 5h 52m 18,3s. Привидна величина (магнитуда) објекта М37 износи 5,6. М37 је још познат и под ознакама NGC 2099 OCL 451.